# Arpitanie
L'Arpitanie (en francoprovençal : Arpetania; en italien : Arpitania; en allemand : Arpitanien) est un terme désignant l'aire linguistique de l'arpitan (ou francoprovençal), composée des Alpes occidentales, du Sud-Jura et du nord-est du Massif central.

## Étymologie
Le terme Harpitanya, d'où dérivent les termes arpitan/e et Arpitanie constituent des néologisme créés dans les années 1970 par le valdôtain Joseph Henriet, qui s'inspire de l'activiste basque Federico Krutwig.
L'étymologie remonte au terme francoprovençal arp, qui sert à définir un alpage et par extensions les montagnes et les Alpes.

## Politique
L’Arpitanie n'est pas reconnue comme une entité politique. Elle est répartie sur trois États : la France, la Suisse et l’Italie.
L'Arpitanie correspond approximativement au comté historique de Savoie et à son successeur, le duché de Savoie :
- France (Loire, Rhône, Métropole de Lyon, Ain, une grande partie du département de l'Isère, Savoie, Haute-Savoie, sud de la Franche-Comté).
- Italie (la Vallée d'Aoste, les vallées arpitanes du Piémont, auxquelles s'ajoutes les îlots linguistiques de Celle di San Vito et de Faeto dans les Pouilles)
- Suisse (Romandie, à l'exception des parties nord et ouest du Jura)

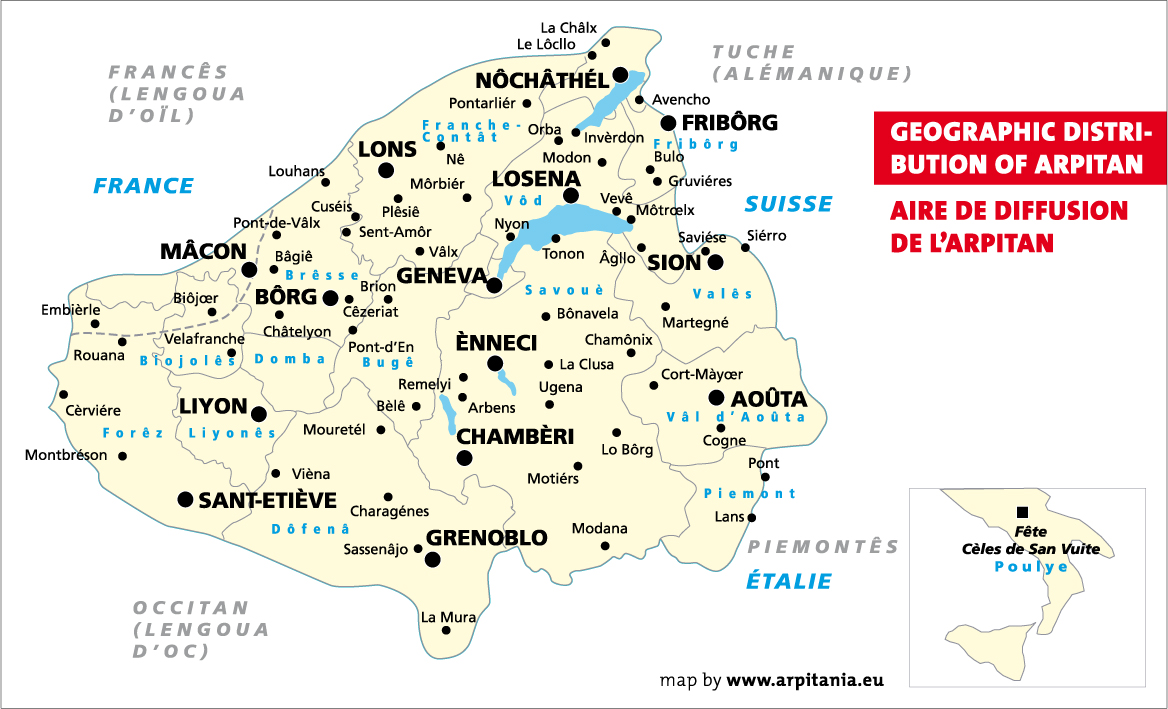
Aire linguistique arpitane

Autorisant les propositions populaires de la population, le nom Arpitanie fut l'un des noms proposés en 2016 comme nom pour la nouvelle grande région administrative née de la fusion de l'Auvergne et du Rhône-Alpes, qui sera finalement nommé Auvergne-Rhône-Alpes. L'Auvergne est occitane et seule la majorité de l'ancienne région Rhône-Alpes comprend l'aire d'influence arpitane.

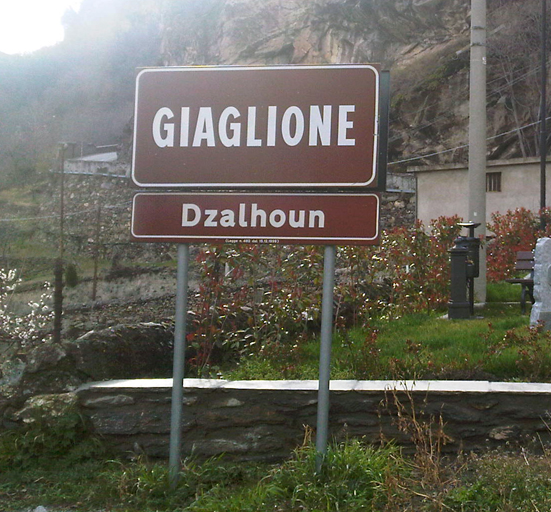
Signalisation routière italien/arpitan au Piémont.